# Campeonato Mundial de Ciclismo en Pista de 1936
El XXXIX Campeonato Mundial de Ciclismo en Pista se celebró en Zúrich (Suiza) entre el 28 de agosto y el 6 de septiembre de 1936 bajo la organización de la Unión Ciclista Internacional (UCI) y la Federación Suiza de Ciclismo.
Las competiciones se realizaron en el Velódromo de Zúrich Oerlikon. En total se disputaron 3 pruebas, 2 para ciclistas profesionales y 1 para ciclistas amateur.

## Medallistas

### Profesional
| Evento               | Oro                       | Plata                     | Bronce                   |
| -------------------- | ------------------------- | ------------------------- | ------------------------ |
| Velocidad individual | Joseph Scherens · Bélgica | Louis Gérardin Francia    | Albert Richter Alemania  |
| Medio fondo          | André Raynaud Francia     | Charles Lacquehay Francia | Georges Ronsse · Bélgica |

### Amateur
| Evento               | Oro                           | Plata                  | Bronce                  |
| -------------------- | ----------------------------- | ---------------------- | ----------------------- |
| Velocidad individual | Arie van Vliet · Países Bajos | Pierre Georget Francia | Henri Collard · Bélgica |

## Medallero
| Núm. | País         | Oro | Plata | Bronce | Total |
| ---- | ------------ | --- | ----- | ------ | ----- |
| 1    | Francia      | 1   | 3     | 0      | 4     |
| 2    | Bélgica      | 1   | 0     | 2      | 3     |
| 3    | Países Bajos | 1   | 0     | 0      | 1     |
| 4    | Alemania     | 0   | 0     | 1      | 1     |
|      | TOTAL        | 3   | 3     | 3      | 9     |